# Le Massacre des innocents (Brueghel)
Le Massacre des innocents est un tableau peint par Pieter Bruegel l'Ancien en 1565. Il appartient à la Royal Collection, collection d'œuvres d'art de la famille royale britannique, et est conservé au château de Windsor à Windsor dans le Berkshire au Royaume-Uni. Il s'inspire du Massacre des Innocents, un épisode du Nouveau Testament relaté dans l'Évangile selon Matthieu.

## Description
Comme pour d'autres épisodes tirés des Évangiles, Brueghel choisit de représenter le Massacre des innocents dans un cadre contemporain et quotidien. Sous un ciel radieux, dans un très beau paysage couvert de neige, un village flamand est livré à la violence aveugle des soldats chargés de massacrer tous les nouveau-nés de sexe masculin. L'effet d'ensemble produit par le décor masque au premier regard l'atrocité de la scène qui ne se dévoile que progressivement lorsque, à y regarder de plus près, le spectateur découvre des mères éplorées ou hagardes, serrant contre elles des petits cadavres désarticulés et sanguinolents, des parents suppliants ou tentant de défendre ou de cacher quelques enfants encore en vie et, par contraste, l’impassibilité des soldats en armure, groupés en rang serré au fond de la place du village.
Si le choix de placer la scène dans un cadre contemporain en accroit l’impact dramatique, il en accroit aussi l'actualité. Or, Brueghel peint ce tableau alors que le duc d'Albe a été envoyé en Flandres par Philippe II d'Espagne pour rétablir l'ordre après des révoltes protestantes. Brueghel aurait dès lors utilisé le thème du massacre des innocents pour dénoncer les exactions des troupes espagnoles, célèbres par leur brutalité.

## Historique de l'œuvre
Le tableau a été abondamment copié par Pieter Brueghel le Jeune et son atelier quelques décennies plus tard et l’identification du tableau original parmi les nombreuses versions qui nous sont parvenues n'a pas été chose facile. Plusieurs versions proches les unes des autres pouvaient en effet y prétendre, parmi lesquelles la version appartenant à la Royal Collection, mais aussi celle conservée au Kunsthistorisches Museum de Vienne ou celle de la collection Brukenthal à Sibiu. Aujourd’hui, il y a consensus pour admettre que le prototype autographe de Bruegel l’Ancien est le tableau de la Royal Collection conservé à Windsor. Malheureusement, cette œuvre nous est parvenue très altérée.

### Censure de l'empereur Rodolphe II
Acquis en 1662 par le roi Charles II, le tableau est passé par les collections de la reine Christine de Suède, et auparavant encore, par celles de l'empereur Rodolphe II de Habsbourg. C'est probablement sur ordre de ce dernier qu'au tournant du XVIIe siècle le tableau a été retravaillé en scène de pillage pour en atténuer l'atrocité. Des flammes ont notamment été ajoutées au-dessus des maisons, et n'ont été nettoyées qu'en 1941. Historiquement chargées de sens, les autres modifications, qui ont consisté en particulier à remplacer des petites victimes par des paquets de linge, des animaux ou des ustensiles divers, n'ont pas été supprimées. Ainsi, paradoxalement, c'est par les nombreuses copies réalisées par Pieter Brueghel le Jeune et son atelier que l'aspect originel de la composition est connu et visible aujourd'hui.

### Copies dePieter Brueghel le Jeuneet son atelier
| Illus. | Musée                     | Ville           | Pays      | Dimensions (cm) | Année              | Note          |
| ------ | ------------------------- | --------------- | --------- | --------------- | ------------------ | ------------- |
|        | Palais Brukenthal         | Sibiu           | Roumanie  | 115,2 x 163,7   |                    | Signé         |
|        | Musée Oldmasters          | Bruxelles       | Belgique  | 120,5 x 167     | Vers 1610          |               |
|        | Musée d'Histoire de l'art | Vienne          | Autriche  | 116 x 160       | Entre 1565 et 1567 |               |
|        | Alte Pinakothek           | Munich          | Allemagne | 105,2 x 166,8   | 1597               |               |
|        | Gemäldegalerie            | Berlin          | Allemagne |                 |                    |               |
|        | Musée des Beaux-Arts      | Lons-le-Saunier | France    | 117 x 163       | 1593               | Signé et daté |
|        | Collection privée         |                 |           | 117,5 x 163,3   |                    | Signé         |